# Accords Clark-Darlan
Les accords Clark-Darlan sont un accord politique signé par les États-Unis et François Darlan, le 22 novembre 1942, pour préciser les conditions de la coopération entre les États-Unis et les forces de Darlan dans l'Empire colonial français. Ces accords transfèrent une partie importante du contrôle de l'Empire français en Afrique aux États-Unis. Charles de Gaulle cherche à s'opposer à la signature des accords, qu'il considère comme attentatoires à la souveraineté française.

## Contexte
François Darlan annonce, dans son ordre de cessez-le-feu du 10 novembre 1942, qu'il exercera l'autorité en Afrique Française du Nord au nom de Philippe Pétain, « empêché ». Darlan a été condamné de manière répétée par le régime de Vichy, mais, quoiqu'en rupture de ban, il continue de se présenter comme gouvernant au nom de Pétain, ce dernier étant « moralement prisonnier ».
Les États-Unis considèrent l'Afrique française comme une zone stratégique dans la poursuite de la lutte contre le Troisième Reich. Ils souhaitent également avancer leurs intérêts stratégiques au sein de l'Empire colonial français afin d'y exercer une plus forte influence. Le président des États-Unis Franklin Delano Roosevelt considère que la France, une fois libérée, ne pourra plus gouverner l'Empire colonial, et que l'Amérique devra alors s'y immiscer.
Le 13 novembre, Henri Giraud rencontre Mark Wayne Clark, en présence de Robert Murphy. Le général Clark, qui est prêt à reconnaître Giraud comme commandant en chef, reçoit également Charles Noguès. Ce dernier développe l'argumentation selon laquelle l'AFN reste attachée à la personne du Maréchal qui fait l'unanimité tant au sein de la population française que de la population indigène. Sous l'influence du maréchal Alphonse Juin, Noguès accepte finalement que Giraud soit associé à la combinaison.

## Négociations
L'objectif des rencontres entre Giraud, Darlan, Clark et Murphy est de créer un cadre stable à la coopération entre la France du régime de Vichy et les Etats-Unis. Le maréchal Juin et Charles Noguès arrivent au compromis suivant : Charles de Gaulle ne viendra pas en Afrique et Giraud se mettra aux ordres de Darlan et commandera au nom de Pétain.
Dans la soirée du 13 novembre, Noguès proclame à la radio qu'il remet ses pouvoirs à Darlan « au nom du Maréchal et en accord avec lui ». Quant à Darlan, il informe la population que les Américains aideront les Français à assurer la défense de l'Afrique du Nord en ces termes : « Français et Musulmans, je compte sur votre entière discipline. Chacun à son poste. Vive le Maréchal, vive la France ! ».
Le 22 novembre, les négociations s'achèvent. Un texte ayant l'aval des Américains détermine les contours du nouveau pouvoir. Le but affiché des accords est de « chasser l’ennemi commun du sol de l’Afrique ».

## Contenu
L'accord affirme, dans son préambule, que les forces françaises de Darlan sont considérées comme des alliés à part entière des États-Unis et du Royaume-Uni. L'intégrité de l'empire colonial français est reconnue.
Les deux premiers articles régissent la coopération entre les armées : les armées françaises, sous commandement français, assurent le maintien de l'ordre dans les territoires. Elles assurent également la collaboration avec les armées alliées. Les navires de guerre français sont ravitaillés en mazout par les Américains.
L'article 3 stipule que le « personnel gouvernemental français est maintenu en place ». Les Américains acceptent ainsi que les hommes, les institutions et les lois du régime de Vichy demeurent en place. La France libre est, elle, totalement écartée.
Les accords stipulent également que les personnes arrêtées pour assistance au débarquement allié doivent être libérées (article 11) et que le taux du dollar est fixé à 75 francs, au lieu de 43,80 francs aux accords de Cherchell.
En échange de la reconnaissance du régime de Vichy, les Américains obtiennent un grand nombre de droits qui s'apparentent à des droits d'occupation. Ils obtiennent notamment :
- le droit de déplacer les troupes françaises
- le contrôle et commandement des ports, aérodromes, fortifications, arsenaux, télécommunications, marine marchande
- le droit d'effectuer des réquisitions sur les propriétés françaises
- une exemption fiscale
- un droit d'extraterritorialité du droit américain
- l'« administration des zones militaires fixées par eux [américains] »

Certaines activités seraient confiées à des « commissions mixtes ». Il s'agit notamment du maintien de l’ordre, de l'administration courante, de l'économie et de la censure.

## Conséquences

### Occupation de l'Empire français
Les accords Clark-Darlan assurent une occupation par les États-Unis de l'Empire français. Annie Lacroix-Riz et Jean-Baptiste Duroselle remarquent que les droits exigés par les Américains sont « exorbitants ». Darlan, et à travers lui la France, accorde « d'extraordinaires privilèges se rapprochant des capitulations » aux États-Unis,.

### Tensions entre de Gaulle et Roosevelt
Jusqu'à l'accord, Charles de Gaulle s'était abstenu de s'opposer directement au président Roosevelt. Notifié du contenu de l'accord, de Gaulle envoie André Philip rencontrer Roosevelt à Washington le 20 novembre 1942. Il lui fait savoir l'opposition de la France libre à cette nouvelle occupation.
Roosevelt annonce à Philip son projet de gouvernement militaire de l'armée des États-Unis en France à la Libération : « Quand nous entrerons en France, nous userons du droit de l’occupant... Les Américains resteront en France jusqu’à ce que des élections libres y soient organisées ». Philip rétorque que « Si les Américains viennent pour occuper le pays, leur occupation ne sera pas davantage tolérée que l’occupation allemande ». Roosevelt répond : « Je parlerai au peuple français à la radio et il fera ce que je voudrai ».

### Réactions
Douglas MacArthur se montre critique vis-à-vis de l'accord, et plus généralement, envers la manière dont Roosevelt traite Charles de Gaulle. Il confie à l'amiral Thierry d'Argenlieu en avril 1943 : « Comme Américain et comme soldat, je suis honteux de la façon dont mon pays traite le général de Gaulle. La honte dont s’est couvert mon gouvernement dans la triste affaire de l’Afrique du Nord sera longue à effacer. Je suis bien loin de tout cela, mais je ne peux m’empêcher de vous exprimer tout mon dégoût de l’attitude de Roosevelt, et même de Churchill envers le général de Gaulle. Dites-lui toute mon affection et mon admiration... Insistez de ma part sur le fait qu’il doit maintenir à tout prix son idéal, celui de la France républicaine, et qu’il ne doit pas céder devant Giraud, lequel n’a pas les mains nettes, ayant signé un compromis avec Vichy puis ayant été acheté par l’Amérique ».